# Сёмышев, Антон Александрович
Антон Александрович Сёмышев (род. 22 августа 1997 года, Подольск, Московская область) — российский волейболист, доигровщик клуба «Динамо» (Москва). Мастер спорта.

## Карьера
С 2015 года играл в клубе «Газпром-Югра», но в декабре 2017 года он в одностороннем порядке досрочно прекратил отношения с клубом — причиной ухода Семышева из «Газпром-Югры» назывались оскорбления со стороны главного тренера Рафаэля Хабибуллина. Пропустил половину сезона 2017/18, пока Всероссийская федерация волейбола не разрешила его переход в «Белогорье» за компенсацию в 530 тыс. рублей.
Летом 2020 года Семышев по обоюдному согласию сторон расторг контракт с «Белогорьем» и перешёл в московское «Динамо», подписав соглашение до конца сезона 2022/23.
В 2019 году стал победителем Лиги наций в составе сборной России.
В 2020 году стал победителем Кубка России в составе «Динамо», в 2021 году — обладателем Кубка ЕКВ.

## Достижения
Со сборной
- Победитель Лиги наций (2019).

В клубной карьере
- Чемпион России (2020/21, 2021/22).
- Обладатель Кубка России (2020), серебряный призёр Кубка России (2021).
- Обладатель Суперкубка России (2021).
- Обладатель Кубка Европейской конфедерации волейбола (2020/21).